# Долина Папоротников 2: Волшебное спасение
Долина Папоротников 2: Волшебное спасение (англ. FernGully 2: The Magical Rescue) — полнометражный мультфильм, является продолжением «Долина папоротников: Последний тропический лес».

## Сюжет
Продолжение мультфильма, основанного на сказках Дайяны Янг, переносит в волшебную Долину Папоротников, где обитают смешные и милые зверушки. На этот раз Бетти, Криста и Пипс решают вернуть в лес трех маленьких зверьков, которых похитили люди. Их приключения будут полны неожиданных поворотов и захватывающих моментов, где дружба и смелость окажутся решающими на пути к спасению своих друзей и восстановлению гармонии в лесу.

## Роли озвучивали
Озвучивание в этом мультфильме сильно отличается от прошлой части. Никто из людей, озвучивавших персонажей в первой части, не озвучивал персонажей во второй.
- Лора Эрлих — Криста
- Дигори Оукс — Пипс
- Эрик Бергманн — Стамп, Капитн
- Конни Шампейн — Баджи
- Холли Коннер — Наггет, Бэнди, дополнительные голоса
- Гарри Джозеф — Босс
- Гэри Мартин — Мак
- Мэтт К. Миллер — Бэтти Кода
- Дэвид Раснер — Буф и Слэшер